# Guyanes
Pour les articles homonymes, voir Guyane (homonymie).

Carte géographique du nord de l'Amérique du Sud montrant l'étendue de la région des Guyanes, au sens large :
Guyane vénézuélienne
Guyana
Suriname
Guyane
Amapá
- Plateau des Guyanes

Les Guyanes sont une région du nord de l'Amérique du Sud, le long de la côte de l'océan Atlantique, divisée en plusieurs territoires et pays indépendants.

## Géographie
Les Guyanes sont situées sur le plateau des Guyanes, une formation géologique datant du Précambrien, limitées au sud et à l'est par le Brésil, à l'ouest par le Venezuela et au nord par l'océan Atlantique, à peu près entre la rive droite de l'Orénoque et l'embouchure de l'Amazone.
Au sens strict, les Guyanes regroupent les territoires suivants, d'ouest en est :
- le Guyana, pays indépendant (1966) ;
- le Suriname, également indépendant (1975) ;
- la Guyane, région d'outre-mer française.

On y adjoint parfois deux autres territoires :
- la Guyane vénézuélienne, correspondant à l'actuelle région Guyana ;
- la Guyane brésilienne, correspondant à l'État d'Amapá.

## Histoire
Les territoires des Guyanes sont colonisés à partir du XVIe siècle par l'Angleterre, la Hollande, la France, le Portugal et l'Espagne, conduisant à son découpage actuel. Les différentes colonies sont alors :
- la Guyane britannique, indépendant en 1966 sous le nom de Guyana ;
- la Guyane espagnole, actuel sud-est du Venezuela ;
- la Guyane française, actuelle Guyane, région d'outre-mer française ;
- la Guyane néerlandaise, désignant tout d'abord l'intégralité des colonies néerlandaises d'Amérique du Sud, puis seulement du Suriname ; ce dernier devient indépendant en 1975 ;
- la Guyane portugaise, devenue Guyane brésilienne, actuel État brésilien d'Amapá.

## Environnement
La forêt guyanaise est en grande partie une forêt primaire, avec un très haut niveau de biodiversité. De nombreuses espèces animales et végétales ont été découvertes dans les Guyanes, et nommées avec l'épithète spécifique guianensis ou guianense .

#### Archéologie des Guyanes
- Stéphen Rostain, « Histoire de la recherche archéologique dans les Guyanes côtières », Les Nouvelles de l'Archéologie, nos 108-109,‎ 2007, p. 26-56 (lire en ligne).
- Stéphen Rostain, « L'Amazonie, une terre promise pour l'archéologie », Pour la science, no 463,‎ mai 2016, p. 62-69.  En savoir plus sur ).
- Stéphen Rostain, Amazonie : un jardin sauvage ou une forêt domestiquée : essai d'écologie historique, Arles (Actes Sud) et Paris (Errance), Actes Sud / Errance, 2016, 262 p. (ISBN 978-2-87772-602-3).
- Stéphen Rostain, Amazonie : les 12 travaux des civilisations précolombiennes, Paris, Belin, coll. « Science à plumes », 2017, 352 p. (ISBN 978-2-7011-9797-5 et 2-7011-9797-X).
- (en) Stéphen Rostain, Archéologie de l'Amazonie. Les premiers habitants de la Guyane côtière, Oxford, Oxford: Archaeopress, BAR International Series 2758, 2015, 205 p. (ISBN 978-1-4073-1420-4 et 1-407-31420-3, lire en ligne).